# Veghe
Starea de veghe se produce, la majoritatea oamenilor, atunci când frecvențele undelor cerebrale ale creierului sunt cuprinse între 13-30Hz, acestea se numesc unde cerebrale beta, în care atenția noastră este predominant orientată spre acțiuni exterioare. Desigur că în starea de veghe la nivel cerebral se pot manifesta și frecvențele de tip alfa (7-13Hz, specifice unei minți calme), frecvențele cerebrale de tip theta (3-7Hz, sunt răspunzătoare de cunoașterea intuitivă și de explorarea imaginativă a profunzimilor misterioase ale subconștientului, specifice persoanelor care practică meditația) și frecvențele de tip delta (0,1-3Hz, definesc cele mai profunde nivele ale relaxării psihosomatice pe care o ființă umană le poate atinge. Prezența undelor delta este asociată cu procesul complet și amplu al regenerării fizice și al refacerii ori menținerii sănătății)